# 8220 Nanyou
8220 Nanyou este un asteroid din centura principală, descoperit pe 13 mai 1996, de Tomimaru Ōkuni.